# 傑爾拉什角
傑爾拉什角（英語：Cape Gerlache），是南極洲的海岬，位於瑪麗皇后地，處於大衞島東南面7公里的戴維斯半島東北端，在1912年11月由澳大拉西亞探險隊發現，現時由南極條約體系管理。